# Begonia × credneri
Begonia × credneri es una especie de planta perenne perteneciente a la familia Begoniaceae. 
Es un híbrido compuesto por Begonia aconitifolia A.DC. × Begonia scharffii Hook.f.

## Taxonomía
Begonia × credneri fue descrita por F.Haage & E.Schmidt y publicado en Gartenflora 39: 568. 1890.
Etimología
Begonia: nombre genérico, acuñado por Charles Plumier, un referente francés en botánica, honra a Michel Bégon, un gobernador de la excolonia francesa de Haití, y fue adoptado por Linneo.
credneri: epíteto